# Djedkarê II
Djedkarê II Shemaï (ou Djedkarê Shemu) est un souverain égyptien de la VIIe dynastie.
Il est le 44e roi sur la liste d'Abydos. Son nom d'intronisation est Djed-ka Rê, Shemaï pourrait être son nom de naissance.

## Règne
Aurait-il été le vizir de Haute-Égypte du roi Néferkaouhor de la VIIIe dynastie, ou bien aurait-il épousé la fille aînée de ce roi ?
Mentionné dans une série de décrets en sa faveur et sa famille, sur une stèle à Coptos, il pourrait être un roi de la VIIIe dynastie successeur du roi Néferkaouhor, son beau-père.